# Asclepias vestita
Asclepias vestita är en oleanderväxtart som beskrevs av William Jackson Hooker och George Arnott Walker Arnott. Asclepias vestita ingår i släktet sidenörter, och familjen oleanderväxter.

## Underarter
Arten delas in i följande underarter:
- A. v. parishii
- A. v. vestita